# Catedral do Santíssimo Sacramento

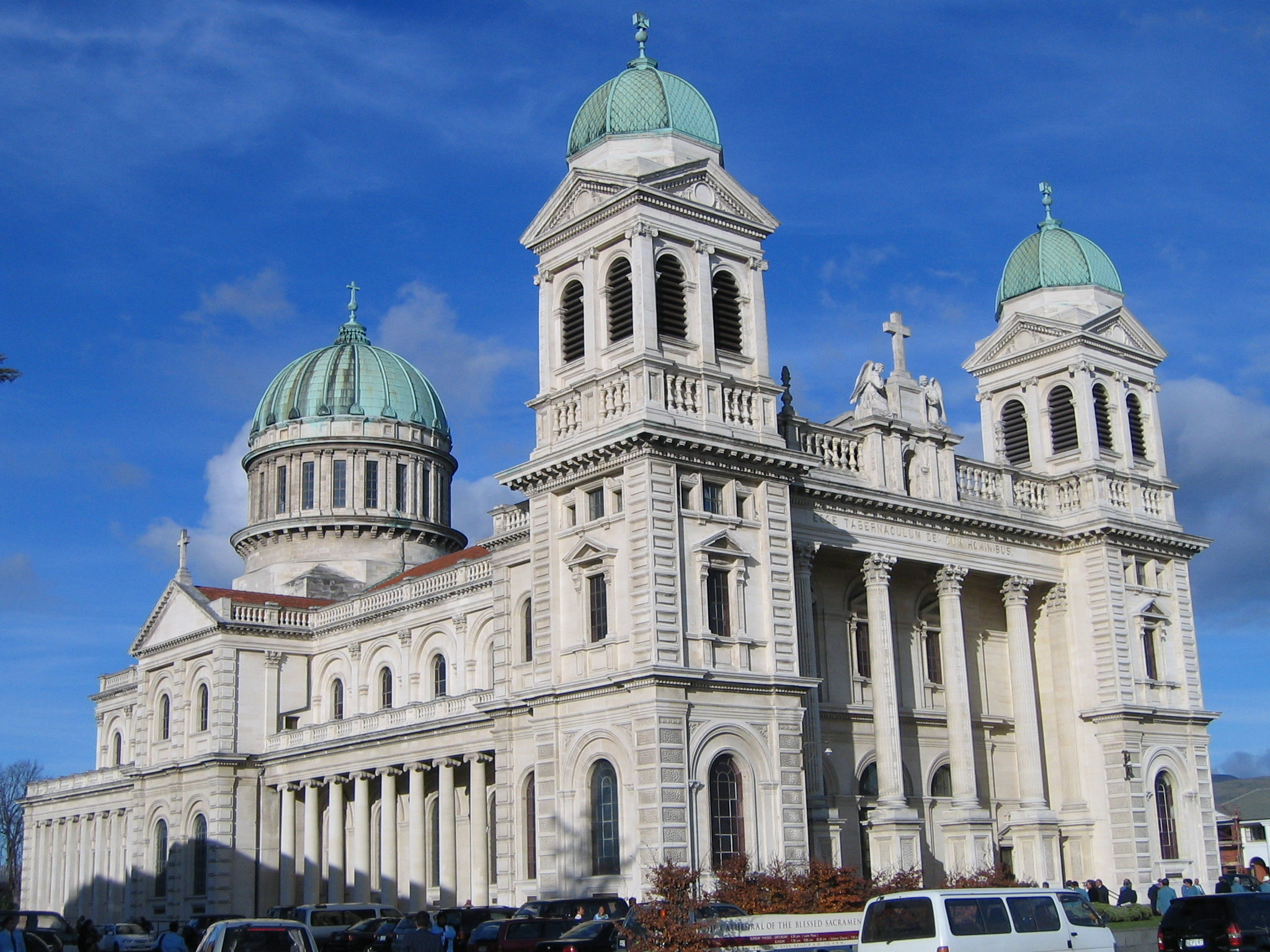
A Catedral do Santíssimo Sacramento.

A Catedral do Santíssimo Sacramento (inglês: Cathedral of the Blessed Sacrament) é uma catedral em Christchurch, Nova Zelândia, habitualmente conhecida como Basílica de Christchurch (inglês: Christchurch Basilica). Foi desenhada pelo arquitecto neozelandês Francis Petre. Começada a construir em 1901, substituiu uma mais pequena igreja de madeira desenhada por Benjamin Mountfort que tinha sido usada desde 1864. A catedral abriu oficialmente em 12 de Fevereiro de 1905, quatro anos após o início da construção. Actualmente o edifício, que alguns dizem ter sido inspirado na Igreja de Vincent-de-Paul em Paris, é um dos mais belos edifícios em estilo renascentista na Nova Zelândia.
A catedral, construída de cimento e de calcário, foi muito aclamada, o que levou o famoso autor George Bernard Shaw a chamar a Petre "o Brunelleschi da Nova Zelândia".
Sofreu muitos danos com o Sismo de Canterbury de 2011 ocorrido a 22 de fevereiro de 2011. Em dezembro de 2020 a catedral foi demolida por decisão do bispo diocesano.

## Galeria

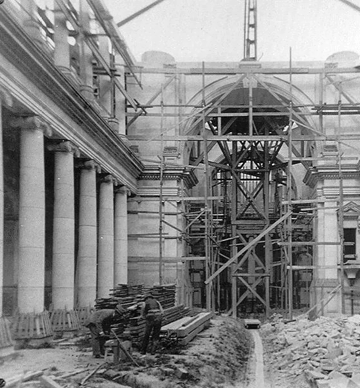
A catedral em construção.

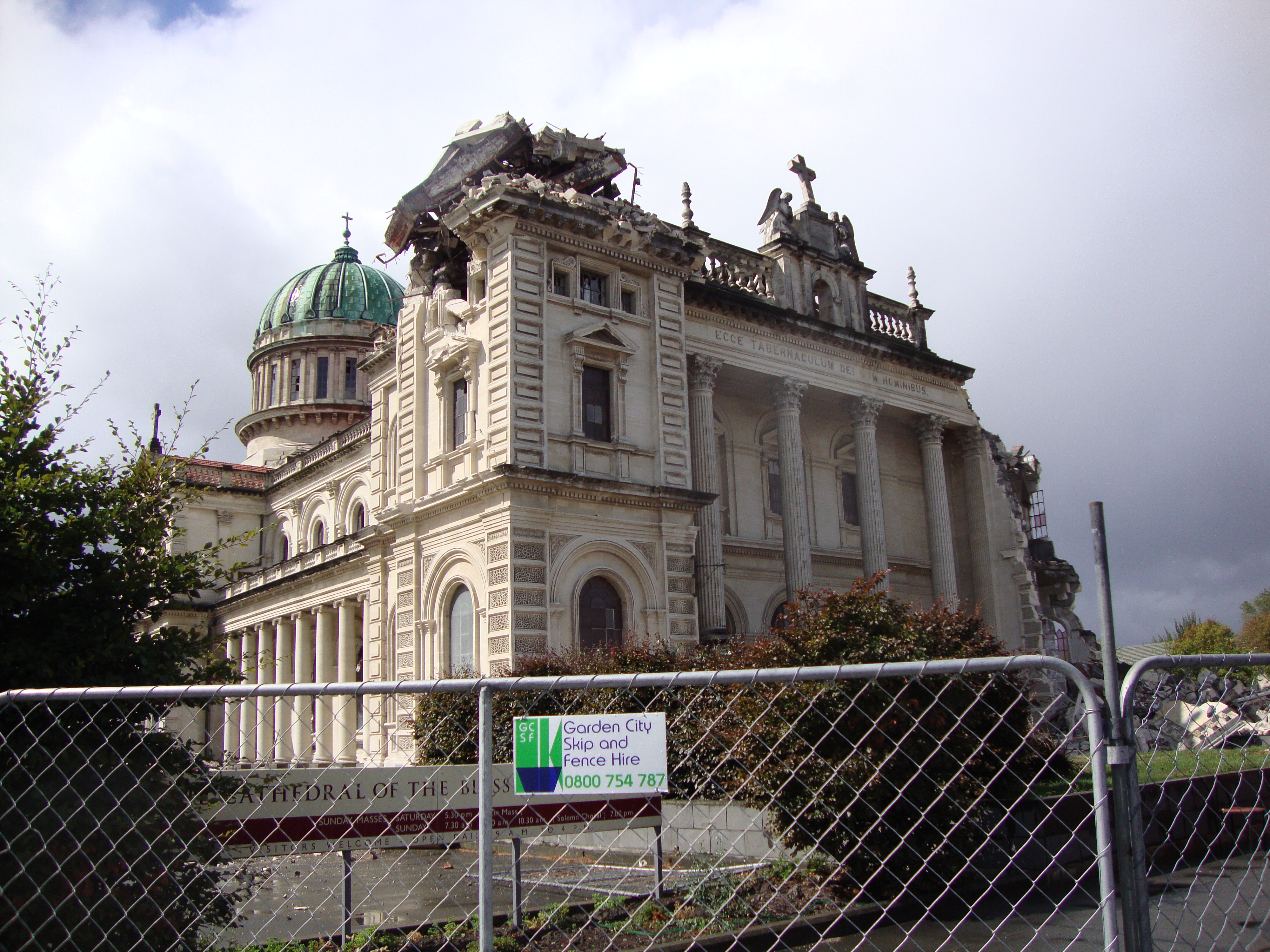
Efeiros do Sismo 2011.